# IK Kronan
IK Kronan är en idrottsförening från Kronoby i Österbotten. Kronan bildades 1906 och har år 2024 sektioner för gymnastik, ishockey, orientering och skidning.